# Gholhak
Gholhak est un quartier situé dans le district 3 de la municipalité de Téhéran. Il est délimité à l'est par le quartier Darrous (rue Fakourian), à l'ouest par la rivière Gholhak, au nord par le jardin de l'ambassade britannique et au sud par les rues Pourmeshkani et Zafar (Dastgerdi).
La région a eu plusieurs aqueducs depuis l'Antiquité, dont certains sont encore utilisés. L'eau de l'aqueduc actuel de l'ambassade, qui est très grande et qui coule encore, irrigue les vieux sycomores de la région. Dans la région de Gholhak, il y a deux mosquées appelées mosquée Jame et mosquée Gholhak Aazam. Sa plus ancienne mosquée est la mosquée Aazam de Gholhak, où les palmiers sont amenés pour le deuil pendant les jours de Tasua et Ashura. En outre, la salle de bains des habitants de Gholhak, située dans la rue Jalali, à côté de l'impasse Shariati, connue sous le nom de vieux bain Hafez jusqu'à il y a plusieurs années, est actuellement fermée. Ce bain a près de cent ans et sa date de construction est inconnue. Les preuves montrent que l'eau de l'aqueduc, qui s'est écoulée dans la piscine depuis l'ambassade britannique et a été brûlée dans le four par les feuilles des arbres et du bois, a chauffé l'eau et baigné les résidents.

## Histoire
Ce quartier était à treize kilomètres au sud de Imamzadeh Saleh sur la route goudronnée. Sa population pendant la période Qajar est estimée à mille personnes. Ce village est considéré comme le premier village Shemiran et de là, plusieurs rivières se sont ramifiées. L'un est allé à l'ambassade étrangère, l'autre aux palais aristocratiques et aux jardins de cour des courtisans ou des employés. Manouchehr Sotoudeh dans son livre est limité et décrit les caractéristiques de Gholhak comme suit: Gholhak est situé des deux côtés de l'ancienne route de Shemiran et est limité du nord à Tajrish et du sud aux terres de Chalharz et Davodieh et de l'est aux leçons. Et de l'ouest jusqu'aux collines de Elahieh et une partie de Zargandeh.
Le premier appel téléphonique de Shemiran à Téhéran a été passé de Gholhak sur le numéro de téléphone de la maison sur l'allée téléphonique de la maison (actuellement Shahid Yazdanian).

## nom Gholhak
Pic signifie petit pic; Et le mot est composé du pic et du suffixe kaf, ce qui est un signe de changement. Morteza Razfar dit à propos du nom de Gholhak: Il a été dit qu'après un certain temps, il est devenu Gholhak. Il y a des preuves à Gholhak Hosseiniyah situé dans la Grande Mosquée de Gholhak qui le confirme; par exemple, Qalahak a été gravé sur de nombreux bâtiments, colonnes, etc.

## Épisodes célèbres
"Deh Alley" avec le nom actuel "Sajjad Alley", Gholhak Telephone Alley (nom actuel de Shahid Yazdanian), British Embassy Garden et Yakhchal Street (commune entre les cours et Gholhak) sont les parties célèbres de Gholhak.

## Résidents célèbres
Mohammad Beheshti et Morteza Motahhari étaient des résidents célèbres de Gholhak. Seyyed Alireza Beheshti, le fils de Mohammad Beheshti, dit: Il y avait plusieurs magasins dans la rue de notre maison. La blanchisserie, les bouchers, les magasins de fruits, les boulangeries et les huileries figuraient parmi les magasins les plus fréquentés et les plus fréquentés de notre quartier. La raison de nommer Motahhari Street est qu'un homme du marché très religieux nommé M. Motahhari vivait au-dessus de notre ruelle. L'ancien nom de la rue Shahid Siddiq s'appelait autrefois Turaj, et le nom de cette allée (Beheshti) était logique dans les temps anciens, qui, je pense, a été nommé d'après le colonel Manteghi, qui vivait autrefois ici.
Autrefois, la plupart des maisons de ce quartier étaient à un ou deux étages, et la plupart des résidents étaient de la classe moyenne et des gens relativement prometteurs, dont la plupart étaient des employés. La rivière était presque la même, sauf qu'elle avait un pont en bois qui reliait le quartier, et elle était si étroite qu'une seule voiture pouvait la traverser.
La maison de l'ayatollah Beheshti a été achetée par la municipalité de Téhéran et a été ouverte en tant que musée en juillet 2013.
Abbas Kiarostami, née dans le quartier de Gholhak, a également terminé ses études secondaires à l'école Jam Gholhak

## Station de métro Gholhak

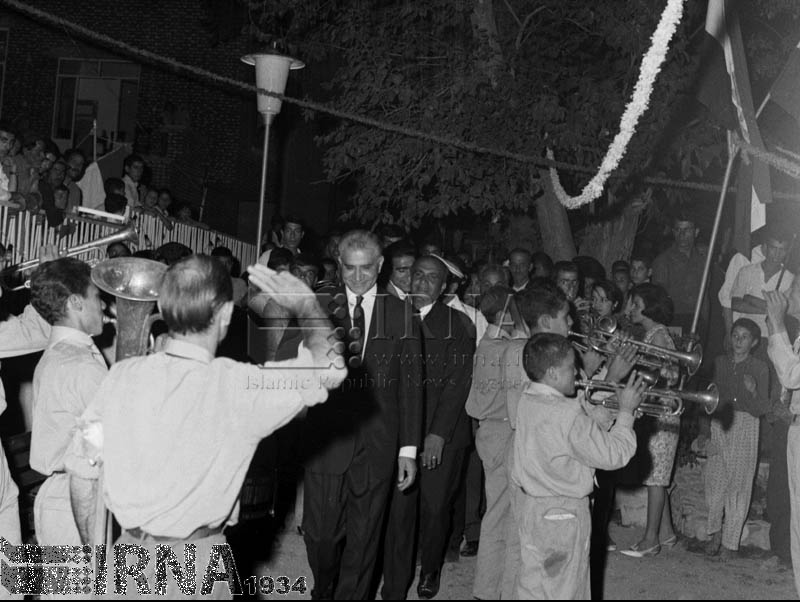
Ouverture du jardin d'enfants Gholhak

Le 4 août 1975, le parc des enfants et la bibliothèque no 7 de Gholhak seront inaugurés par le maire de Téhéran, Taghi Sarlak. Dans les années 1980, en raison du développement du métro de Téhéran, le parc des enfants de Gholhak et la bibliothèque ont été complètement détruits et transformés en atelier pour la construction de la station de métro. Enfin, en mai 2009, la station de métro Gholhak a été inaugurée par Mohammad Ghalibaf et Mohsen Hashemi, alors maire et PDG du métro de Téhéran

## Événements historiques
De toutes les réunions tenues dans le jardin de l'ambassade britannique, la plus mystérieuse a été la rencontre des francs-maçons dans ce jardin. Au cours de la première période Pahlavi, bien qu'il ait été renvoyé de son travail en raison d'un différend entre Reza Shah et Mohammad Ali Foroughi, les terribles, puissants et invisibles groupes de francs-maçons sont sortis du mémorial britannique de Gholhak Garden et Reza Shah ont été forcés de renvoyer Foroughi.
Foroughi, qui était lui-même le grand maître des loges maçonniques en Iran, rencontrait souvent des représentants des États-Unis et de Grande-Bretagne, y compris l'ambassadeur britannique, au Qolhak Garden Memorial, et tentait de comprendre l'histoire de l'Iran. Le règne de Mohammad Reza Pahlavi a été l'un des résultats de ces réunions.

## Lieux autour de Gholhak
- Station de métro Gholhak
- Musée de l'eau (parc du golfe Persique)
- Culture Cinéma
- Centre commercial Negin Gholhak
- Centre commercial Negin Zafar
- Centre commercial Gholhak
- Magasin de bien-être Gholhak
- Campus Gholhak
- Musée Shahid Beheshti
- Grande mosquée Gholhak
- Grande mosquée Gholhak
- Jardin Gholhak